# Liga dos Campeões da UEFA de 2005–06 – Fase de Grupos
Os jogos da fase de grupos da Liga dos Campeões da UEFA de 2005–06 ocorreram entre 13 de setembro e 7 de dezembro de 2005.

## Estrutura Sementeira
As 32 equipes foram divididas em quatro potes  A semeadura foi determinada pelo  coeficientes da UEFA Clubes da mesma federação foram emparelhados para dividir as jornadas entre terça e quarta-feira. Clubes com a mesma letra emparelhamento iria jogar em dias diferentes, garantindo que as equipes da mesma cidade (por exemplo,  Milan e  Internazionale, que também compartilham um estádio) não jogar em o mesmo dia.
| Pote 1            | Pote 1  | Pote 1 |
| Time              | Coef.   |        |
| ----------------- | ------- | ------ |
| Liverpool TH      | 115.864 |        |
| Real Madrid       | 131.326 |        |
| Milan             | 121.191 |        |
| Barcelona         | 117.326 |        |
| Manchester United | 110.864 |        |
| Internazionale    | 101.191 |        |
| Bayern Munich     | 97.166  |        |
| Arsenal           | 93.864  |        |

| Pote 2        | Pote 2 | Pote 2 |
| Time          | Coef.  |        |
| ------------- | ------ | ------ |
| Porto         | 93.739 |        |
| Juventus      | 93.191 |        |
| PSV Eindhoven | 84.145 |        |
| Lyon          | 81.324 |        |
| Panathinaikos | 70.715 |        |
| Chelsea       | 68.864 |        |
| Villarreal    | 58.326 |        |
| Ajax          | 52.145 |        |

| Pote 3        | Pote 3 | Pote 3 |
| Time          | Coef.  |        |
| ------------- | ------ | ------ |
| Club Brugge   | 50.476 |        |
| Anderlecht    | 47.476 |        |
| Olympiacos    | 46.715 |        |
| Schalke 04    | 44.166 |        |
| Sparta Praha  | 43.223 |        |
| Lille         | 41.324 |        |
| Rangers       | 40.476 |        |
| Werder Bremen | 40.166 |        |

| Pote 4     | Pote 4 | Pote 4 |
| Time       | Coef.  |        |
| ---------- | ------ | ------ |
| Benfica    | 36.739 |        |
| Rosenborg  | 36.665 |        |
| Real Betis | 34.326 |        |
| Udinese    | 30.191 |        |
| Fenerbahçe | 23.872 |        |
| Rapid Wien | 15.208 |        |
| Thun       | 6.887  |        |
| Artmedia   | 4.850  |        |

## Os critérios de desempate
Os 16 vencedores da 3ª Pré-eliminatória, os 10 campeões dos países classificados entre 1º e 10º, e os 6 segundos classificados dos países entre 1º e 6º foram sorteados por 8 grupos de 4 equipas cada. As duas melhores equipas de cada grupo 2 avançam para os play-offs da Liga dos Campeões, enquanto as equipas terceiras classificadas avançam a 3ª Ronda da Taça UEFA.
Os factores de desempate são aplicados na seguinte ordem:
1. Os pontos ganhos nos jogos entre as equipas empatadas.
2. Número total de golos marcas nos jogos entre as equipas empatadas.
3. Número de golos marcados fora nos jogos entre as equipas empatadas.
4. Diferença de golos cumulativa em todos os jogos da fase de grupo.
5. Número total de golos marcados em todos os jogos da fase de grupo.
6. Maior coeficiente da UEFA aquando da qualificação para a fase.

As equipas que garantiram lugar nos Oitavos de final são indicadas em negrito.
As equipas que garantiram lugar na Taça UEFA são indicadas em negrito e itálico.
As equipas eliminadas das competições europeias são indicadas somente em itálico.

## Grupos
| Chave de cores no grupo tabelas                         |
| ------------------------------------------------------- |
| Dois primeiros lugares avançar para as oitavas-de-final |
| O terceiro lugar entra a Taça UEFA na rodada de 32      |

Todas as horas CET/CEST

### Grupo A
| Time              | J | V | E | D | GP | GC | SG  | Pts |
| ----------------- | - | - | - | - | -- | -- | --- | --- |
| Juventus          | 6 | 5 | 0 | 1 | 12 | 5  | +7  | 15  |
| Bayern De Munique | 6 | 4 | 1 | 1 | 10 | 4  | +6  | 13  |
| Club Brugge       | 6 | 2 | 1 | 3 | 6  | 7  | −1  | 7   |
| Rapid Viena       | 6 | 0 | 0 | 6 | 3  | 15 | −12 | 0   |

| 14 De Setembro de 2005 | Rapid Viena | 0–1                | Bayern De Munique | Ernst-Happel-Stadion, Viena                  |
| 20:45                  |             | Report MatchCentre | Guerrero 60'      | Público: 48,000 Árbitro: Alain Sars (França) |

| 14 De Setembro de 2005 | Club Brugge      | 1–2                | Juventus                   | Jan Breydel Estádio , Bruges                           |
| 20:45                  | Yulu-Matondo 85' | Report MatchCentre | Nedvěd 66' · Trezeguet 75' | Público: 27,900 Árbitro: Luis Medina Cantalejo (Spain) |

| 27 De Setembro de 2005 | Juventus                                   | 3–0                | Rapid Viena | Stadio delle Alpi, Turin                         |
| 20:45                  | Trezeguet 27' · Mutu 82' · Ibrahimović 85' | Report MatchCentre |             | Público: 11,150 Árbitro: Martin Hansson (Sweden) |

| 27 De Setembro de 2005 | Bayern De Munique | 1–0                | Club Brugge | Allianz Arena, Munich                                |
| 20:45                  | Demichelis 32'    | Report MatchCentre |             | Público: 66,000 Árbitro: Tom Henning Øvrebø (Norway) |

| 18 De Outubro de 2005 | Bayern De Munique            | 2–1                | Juventus        | Allianz Arena, Munich                            |
| 20:45                 | Deisler 32' · Demichelis 39' | Report MatchCentre | Ibrahimović 90' | Público: 66,000 Árbitro: Kyros Vassaras (Greece) |

| 18 De Outubro de 2005 | Rapid Viena | 0–1                | Club Brugge | Ernst-Happel-Stadion, Viena                       |
| 20:45                 |             | Report MatchCentre | Balaban 75' | Público: 46,000 Árbitro: Stuart Dougal (Scotland) |

| 2 De Novembro de 2005 | Juventus           | 2–1                | Bayern De Munique | Stadio delle Alpi, Turin                         |
| 20:45                 | Trezeguet 62', 85' | Report MatchCentre | Deisler 66'       | Público: 16,100 Árbitro: Ľuboš Micheľ (Slovakia) |

| 2 De Novembro de 2005 | Club Brugge                              | 3–2                | Rapid Viena            | Jan Breydel Estádio , Bruges                 |
| 20:45                 | Portillo 6' · Balaban 25' · Verheyen 63' | Report MatchCentre | Kincl 1' · Hofmann 81' | Público: 27,550 Árbitro: Alon Yefet (Israel) |

| 22 De Novembro de 2005 | Bayern De Munique                          | 4–0                | Rapid Viena | Allianz Arena, Munich                                 |
| 20:45                  | Deisler 21' · Karimi 54' · Makaay 72', 77' | Report MatchCentre |             | Público: 66,000 Árbitro: Arturo Daudén Ibáñez (Spain) |

| 22 De Novembro de 2005 | Juventus      | 1–0                | Club Brugge | Stadio delle Alpi, Turin                     |
| 20:45                  | Del Piero 80' | Report MatchCentre |             | Público: 9,625 Árbitro: Rob Styles (England) |

| 7 De Dezembro de 2005 | Rapid Viena | 1–3                | Juventus                             | Ernst-Happel-Stadion, Viena                             |
| 20:45                 | Kincl 52'   | Report MatchCentre | Del Piero 35', 45' · Ibrahimović 42' | Público: 20,000 Árbitro: Jaroslav Jára (Czech Republic) |

| 7 De Dezembro de2005 | Club Brugge  | 1–1                | Bayern De Munique | Jan Breydel Estádio , Bruges                      |
| 20:45                | Portillo 32' | Report MatchCentre | Pizarro 21'       | Público: 25,000 Árbitro: Laurent Duhamel (França) |

### Grupo B
| Time          | J | V | E | D | GP | GC | SG | Pts |
| ------------- | - | - | - | - | -- | -- | -- | --- |
| Arsenal       | 6 | 5 | 1 | 0 | 10 | 2  | +8 | 16  |
| Ajax          | 6 | 3 | 2 | 1 | 10 | 6  | +4 | 11  |
| Thun          | 6 | 1 | 1 | 4 | 4  | 9  | −5 | 4   |
| Sparta Prague | 6 | 0 | 2 | 4 | 2  | 9  | −7 | 2   |

| 14 De Setembro de 2005 | Sparta Prague | 1–1                | Ajax           | Letná Estádio , Prague                             |
| 20:45                  | Matušovič 66' | Report MatchCentre | Sneijder 90+1' | Público: 15,400 Árbitro: Claus Bo Larsen (Denmark) |

| 14 De Setembro de 2005 | Arsenal                             | 2–1                | Thun         | Highbury, London                                    |
| 20:45                  | Gilberto Silva 51' · Bergkamp 90+2' | Report MatchCentre | Ferreira 53' | Público: 34,500 Árbitro: Grzegorz Gilewski (Poland) |

| 27 De Setembro de 2005 | Thun       | 1–0                | Sparta Prague | Stade de Suisse, Bern                            |
| 20:45                  | Hodžić 89' | Report MatchCentre |               | Público: 30,800 Árbitro: Bertrand Layec (França) |

| 27 De Setembro de 2005 | Ajax          | 1–2                | Arsenal                         | Amsterdam Arena, Amsterdam                             |
| 20:45                  | Rosenberg 71' | Report MatchCentre | Ljungberg 2' · Pirès 69' (pen.) | Público: 47,820 Árbitro: Luis Medina Cantalejo (Spain) |

| 18 De Outubro de 2005 | Ajax                | 2–0                | Thun | Amsterdam Arena, Amsterdam                       |
| 20:45                 | Anastasiou 36', 55' | Report MatchCentre |      | Público: 44,775 Árbitro: Roberto Rosetti (Italy) |

| 18 De Outubro de 2005 | Sparta Prague | 0–2                | Arsenal        | Letná Estádio , Prague                            |
| 20:45                 |               | Report MatchCentre | Henry 21', 74' | Público: 12,525 Árbitro: Wolfgang Stark (Germany) |

| 2 De Novembro de2005 | Thun                          | 2–4                | Ajax                                                           | Stade de Suisse, Bern                               |
| 20:45                | Lustrinelli 56' · Adriano 74' | Report MatchCentre | Sneijder 27' · Anastasiou 63' · De Jong 90+1' · Boukhari 90+3' | Público: 30,120 Árbitro: Vladimír Hriňák (Slovakia) |

| 2 De Novembro de2005 | Arsenal                         | 3–0                | Sparta Prague | Highbury, London                             |
| 20:45                | Henry 23' · Van Persie 82', 86' | Report MatchCentre |               | Público: 35,150 Árbitro: Alain Sars (França) |

| 22 De Novembro de2005 | Ajax             | 2–1                | Sparta Prague | Amsterdam Arena, Amsterdam                        |
| 20:45                 | De Jong 68', 89' | Report MatchCentre | M. Petráš 90' | Público: 50,000 Árbitro: Valentin Ivanov (Russia) |

| 22 De Novembro de2005 | Thun | 0–1                | Arsenal          | Stade de Suisse, Bern                               |
| 20:45                 |      | Report MatchCentre | Pirès 88' (pen.) | Público: 31,330 Árbitro: Lucílio Batista (Portugal) |

| 7 De Dezembro de2005 | Sparta Prague | 0–0                | Thun | Letná Estádio , Prague                        |
| 20:45                |               | Report MatchCentre |      | Público: 15,000 Árbitro: Mike Riley (England) |

| 7 De Dezembro de2005 | Arsenal | 0–0                | Ajax | Highbury, London                                            |
| 20:45                |         | Report MatchCentre |      | Público: 35,375 Árbitro: Eduardo Iturralde González (Spain) |

### Grupo C
| Time          | J | V | E | D | GP | GC | SG  | Pts |
| ------------- | - | - | - | - | -- | -- | --- | --- |
| Barcelona     | 6 | 5 | 1 | 0 | 16 | 2  | +14 | 16  |
| Werder Bremen | 6 | 2 | 1 | 3 | 12 | 12 | 0   | 7   |
| Udinese       | 6 | 2 | 1 | 3 | 10 | 12 | −2  | 7   |
| Panathinaikos | 6 | 1 | 1 | 4 | 4  | 16 | −12 | 4   |

| 14 De Setembro de 2005 | Udinese                | 3–0    | Panathinaikos | Stadio Friuli, Udine                                     |
| 20:45                  | Iaquinta 28', 73', 76' | Report |               | Público: 23,000 Árbitro: Olegário Benquerença (Portugal) |

| 14 De Setembro de 2005 | Werder Bremen | 0–2    | Barcelona                        | Weserstadion, Bremen                          |
| 20:45                  |               | Report | Deco 13' · Ronaldinho 76' (pen.) | Público: 42,450 Árbitro: Terje Hauge (Norway) |

| 27 De Setembro de 2005 | Barcelona                                  | 4–1    | Udinese    | Camp Nou, Barcelona                                |
| 20:45                  | Ronaldinho 13', 32', 90' (pen.) · Deco 41' | Report | Felipe 24' | Público: 85,000 Árbitro: Stephen Bennett (England) |

| 27 De Setembro de 2005 | Panathinaikos                    | 2–1    | Werder Bremen | Olympic Estádio , Athens                      |
| 20:45                  | González 5' (pen.) · Mantzios 8' | Report | Klose 41'     | Público: 40,000 Árbitro: Eric Poulat (França) |

| 18 De Outubro de 2005 | Panathinaikos | 0–0    | Barcelona | Olympic Estádio , Athens                              |
| 20:45                 |               | Report |           | Público: 70,000 Árbitro: Frank De Bleeckere (Belgium) |

| 18 De Outubro de 2005 | Udinese       | 1–1    | Werder Bremen     | Stadio Friuli, Udine                                |
| 20:45                 | Di Natale 86' | Report | Felipe 64' (o.g.) | Público: 28,000 Árbitro: Rene Temmink (Netherlands) |

| 2 De Novembro de2005 | Barcelona                                       | 5–0    | Panathinaikos | Camp Nou, Barcelona                                 |
| 20:45                | Van Bommel 1' · Eto'o 14', 40', 65' · Messi 34' | Report |               | Público: 75,000 Árbitro: Rene Temmink (Netherlands) |

| 2 De Novembro de2005 | Werder Bremen                             | 4–3    | Udinese                                | Weserstadion, Bremen                            |
| 20:45                | Klose 15' · Baumann 24' · Micoud 51', 67' | Report | Di Natale 54', 57' · Schulz 60' (o.g.) | Público: 35,425 Árbitro: Yuri Baskakov (Russia) |

| 22 De Novembro de2005 | Panathinaikos       | 1–2    | Udinese                    | Olympic Estádio , Athens                       |
| 20:45                 | Charalambidis 45+1' | Report | Iaquinta 81' · Candela 83' | Público: 30,000 Árbitro: Graham Poll (England) |

| 22 De Novembro de2005 | Barcelona                                | 3–1    | Werder Bremen       | Camp Nou, Barcelona                                |
| 20:45                 | Gabri 14' · Ronaldinho 26' · Larsson 71' | Report | Borowski 22' (pen.) | Público: 67,275 Árbitro: Claus Bo Larsen (Denmark) |

| 7 De Dezembro de2005 | Udinese | 0–2    | Barcelona                  | Stadio Friuli, Udine                                  |
| 20:45                |         | Report | Ezquerro 85' · Iniesta 90' | Público: 25,000 Árbitro: Eric Braamhaar (Netherlands) |

| 7 De Dezembro de2005 | Werder Bremen                                                 | 5–1    | Panathinaikos | Weserstadion, Bremen                               |
| 20:45                | Micoud 2' (pen.) · Valdez 28', 31' · Klose 51' · Frings 90+1' | Report | Morris 53'    | Público: 37,500 Árbitro: Peter Fröjdfeldt (Sweden) |

### Grupo D
| Time              | J | V | E | D | GP | GC | SG | Pts |
| ----------------- | - | - | - | - | -- | -- | -- | --- |
| Villarreal        | 6 | 2 | 4 | 0 | 3  | 1  | +2 | 10  |
| Benfica           | 6 | 2 | 2 | 2 | 5  | 5  | 0  | 8   |
| Lille             | 6 | 1 | 3 | 2 | 1  | 2  | −1 | 6   |
| Manchester United | 6 | 1 | 3 | 2 | 3  | 4  | −1 | 6   |

| 14 De Setembro de 2005 | Villarreal | 0–0                | Manchester United | Estadio El Madrigal, Villarreal                       |
| 20:45                  |            | Report MatchCentre |                   | Público: 22,000 Árbitro: Kim Milton Nielsen (Denmark) |

| 14 De Setembro de 2005 | Benfica       | 1–0                | Lille | Estádio da Luz, Lisbon                              |
| 20:45                  | Miccoli 90+2' | Report MatchCentre |       | Público: 38,000 Árbitro: Rene Temmink (Netherlands) |

| 27 De Setembro de 2005 | Lille | 0–0                | Villarreal | Stade de França, Paris                             |
| 20:45                  |       | Report MatchCentre |            | Público: 35,000 Árbitro: Peter Fröjdfeldt (Sweden) |

| 27 De Setembro de 2005 | Manchester United              | 2–1                | Benfica   | Old Trafford, Manchester                         |
| 20:45                  | Giggs 35' · Van Nistelrooy 85' | Report MatchCentre | Simão 59' | Público: 66,100 Árbitro: Ľuboš Micheľ (Slovakia) |

| 18 De Outubro de 2005 | Manchester United | 0–0                | Lille | Old Trafford, Manchester                        |
| 20:45                 |                   | Report MatchCentre |       | Público: 60,625 Árbitro: Stefano Farina (Italy) |

| 18 De Outubro de 2005 | Villarreal          | 1–1                | Benfica       | Estadio El Madrigal, Villarreal                  |
| 20:45                 | Riquelme 72' (pen.) | Report MatchCentre | Fernandes 77' | Público: 20,000 Árbitro: Florian Meyer (Germany) |

| 2 De Novembro de2005 | Lille        | 1–0                | Manchester United | Stade de França, Paris                         |
| 20:45                | Ačimovič 38' | Report MatchCentre |                   | Público: 59,900 Árbitro: Markus Merk (Germany) |

| 2 De Novembro de2005 | Benfica | 0–1                | Villarreal | Estádio da Luz, Lisbon                                |
| 20:45                |         | Report MatchCentre | Senna 81'  | Público: 30,000 Árbitro: Frank De Bleeckere (Belgium) |

| 22 De Novembro de2005 | Manchester United | 0–0                | Villarreal | Old Trafford, Manchester                           |
| 20:45                 |                   | Report MatchCentre |            | Público: 67,475 Árbitro: Massimo De Santis (Italy) |

| 22 De Novembro de2005 | Lille | 0–0                | Benfica | Stade de França, Paris                                 |
| 20:45                 |       | Report MatchCentre |         | Público: 76,200 Árbitro: Massimo Busacca (Switzerland) |

| 7 De Dezembro de2005 | Villarreal | 1–0                | Lille | Estadio El Madrigal, Villarreal                   |
| 20:45                | Guayre 67' | Report MatchCentre |       | Público: 20,000 Árbitro: Valentin Ivanov (Russia) |

| 7 De Dezembro de2005 | Benfica                 | 2–1                | Manchester United | Estádio da Luz, Lisbon                           |
| 20:45                | Geovanni 16' · Beto 34' | Report MatchCentre | Scholes 6'        | Público: 65,000 Árbitro: Kyros Vassaras (Greece) |

### Grupo E
| Time          | J | V | E | D | GP | GC | SG | Pts |
| ------------- | - | - | - | - | -- | -- | -- | --- |
| Milan         | 6 | 3 | 2 | 1 | 12 | 6  | +6 | 11  |
| PSV Eindhoven | 6 | 3 | 1 | 2 | 4  | 6  | −2 | 10  |
| Schalke 04    | 6 | 2 | 2 | 2 | 12 | 9  | +3 | 8   |
| Fenerbahçe    | 6 | 1 | 1 | 4 | 7  | 14 | −7 | 4   |

| 13 De Setembro de 2005 | Milan                          | 3–1                | Fenerbahçe      | San Siro, Milan                               |
| 20:45                  | Kaká 18', 87' · Shevchenko 89' | Report MatchCentre | Alex 63' (pen.) | Público: 34,600 Árbitro: Mike Riley (England) |

| 13 De Setembro de 2005 | PSV Eindhoven              | 1–0                | Schalke 04 | Philips Stadion, Eindhoven                      |
| 20:45                  | Vennegoor of Hesselink 33' | Report MatchCentre |            | Público: 33,000 Árbitro: Yuri Baskakov (Russia) |

| 28 De Setembro de 2005 | Schalke 04               | 2–2                | Milan                       | Arena AufSchalke, Gelsenkirchen                    |
| 20:45                  | Larsen 3' · Altıntop 70' | Report MatchCentre | Seedorf 1' · Shevchenko 59' | Público: 53,425 Árbitro: Claus Bo Larsen (Denmark) |

| 28 De Setembro de 2005 | Fenerbahçe                          | 3–0                | PSV Eindhoven | Şükrü Saracoğlu Estádio , Istanbul                      |
| 20:45                  | Alex 40' (pen.), 68' · Appiah 90+2' | Report MatchCentre |               | Público: 42,000 Árbitro: Manuel Mejuto González (Spain) |

| 19 De Outubro de 2005 | Fenerbahçe                          | 3–3                | Schalke 04                     | Şükrü Saracoğlu Estádio , Istanbul                |
| 20:45                 | Fábio 14' · Márcio 73' · Appiah 79' | Report MatchCentre | Lincoln 59', 62' · Kurányi 77' | Público: 50,000 Árbitro: Alain Hamer (Luxembourg) |

| 19 De Outubro de 2005 | Milan | 0–0                | PSV Eindhoven | San Siro, Milan                                  |
| 20:45                 |       | Report MatchCentre |               | Público: 35,000 Árbitro: Konrad Plautz (Austria) |

| 1 De Novembro de2005 | Schalke 04               | 2–0                | Fenerbahçe | Arena AufSchalke, Gelsenkirchen                        |
| 20:45                | Kurányi 32' · Sand 90+2' | Report MatchCentre |            | Público: 53,425 Árbitro: Luis Medina Cantalejo (Spain) |

| 1 De Novembro de2005 | PSV Eindhoven | 1–0                | Milan | Philips Stadion, Eindhoven                     |
| 20:45                | Farfán 12'    | Report MatchCentre |       | Público: 35,000 Árbitro: Graham Poll (England) |

| 23 De Novembro de2005 | Fenerbahçe | 0–4                | Milan                         | Şükrü Saracoğlu Estádio , Istanbul            |
| 20:45                 |            | Report MatchCentre | Shevchenko 16', 52', 70', 76' | Público: 40,000 Árbitro: Terje Hauge (Norway) |

| 23 De Novembro de2005 | Schalke 04                              | 3–0                | PSV Eindhoven | Arena AufSchalke, Gelsenkirchen                  |
| 20:45                 | Kobiashvili 18' (pen.), 72', 79' (pen.) | Report MatchCentre |               | Público: 54,000 Árbitro: Ľuboš Micheľ (Slovakia) |

| 6 De Dezembro de2005 | Milan                     | 3–2                | Schalke 04                | San Siro, Milan                                         |
| 20:45                | Pirlo 42' · Kaká 52', 60' | Report MatchCentre | Poulsen 44' · Lincoln 66' | Público: 43,800 Árbitro: Manuel Mejuto González (Spain) |

| 6 De Dezembro de2005 | PSV Eindhoven         | 2–0                | Fenerbahçe | Philips Stadion, Eindhoven                    |
| 20:45                | Cocu 14' · Farfán 85' | Report MatchCentre |            | Público: 34,000 Árbitro: Eric Poulat (França) |

### Grupo F
| Time        | J | V | E | D | GP | GC | SG | Pts |
| ----------- | - | - | - | - | -- | -- | -- | --- |
| Lyon        | 6 | 5 | 1 | 0 | 13 | 4  | +9 | 16  |
| Real Madrid | 6 | 3 | 1 | 2 | 10 | 8  | +2 | 10  |
| Rosenborg   | 6 | 1 | 1 | 4 | 6  | 11 | −5 | 4   |
| Olympiacos  | 6 | 1 | 1 | 4 | 7  | 13 | −6 | 4   |

| 13 De Setembro de 2005 | Lyon                                  | 3–0                | Real Madrid | Stade de Gerland, Lyon                             |
| 20:45                  | Carew 21' · Juninho 26' · Wiltord 31' | Report MatchCentre |             | Público: 40,300 Árbitro: Massimo De Santis (Italy) |

| 13 De Setembro de 2005 | Olympiacos      | 1–3                | Rosenborg                                                | Karaiskakis Estádio , Piraeus                   |
| 20:45                  | Lago 19' (o.g.) | Report MatchCentre | Skjelbred 42' · Mavrogenidis 48' (o.g.) · Storflor 90+4' | Público: 28,000 Árbitro: Stefano Farina (Italy) |

| 28 De Setembro de 2005 | Rosenborg | 0–1                | Lyon       | Lerkendal Stadion, Trondheim                    |
| 20:45                  |           | Report MatchCentre | Cris 45+1' | Público: 20,620 Árbitro: Yuri Baskakov (Russia) |

| 28 De Setembro de 2005 | Real Madrid           | 2–1                | Olympiacos | Santiago Bernabéu Estádio , Madrid             |
| 20:45                  | Raúl 9' · Soldado 86' | Report MatchCentre | Kafes 48'  | Público: 50,000 Árbitro: Markus Merk (Germany) |

| 19 De Outubro de 2005 | Real Madrid                                          | 4–1                | Rosenborg  | Santiago Bernabéu Estádio , Madrid               |
| 20:45                 | Woodgate 48' · Raúl 52' · Helguera 68' · Beckham 82' | Report MatchCentre | Strand 40' | Público: 53,000 Árbitro: Steve Bennett (England) |

| 19 De Outubro de 2005 | Lyon                   | 2–1                | Olympiacos | Stade de Gerland, Lyon                         |
| 20:45                 | Juninho 4' · Govou 89' | Report MatchCentre | Kafes 84'  | Público: 35,000 Árbitro: Graham Poll (England) |

| 1 De Novembro de2005 | Rosenborg | 0–2                | Real Madrid                  | Lerkendal Stadion, Trondheim                      |
| 20:45                |           | Report MatchCentre | Dorsin 26' (o.g.) · Guti 41' | Público: 21,270 Árbitro: Wolfgang Stark (Germany) |

| 1 De Novembro de2005 | Olympiacos   | 1–4                | Lyon                                      | Karaiskakis Estádio , Piraeus                      |
| 20:45                | Babangida 3' | Report MatchCentre | Juninho 41' · Carew 44', 57' · Diarra 55' | Público: 33,500 Árbitro: Peter Fröjdfeldt (Sweden) |

| 23 De Novembro de2005 | Real Madrid | 1–1                | Lyon      | Santiago Bernabéu Estádio , Madrid                    |
| 20:45                 | Guti 41'    | Report MatchCentre | Carew 72' | Público: 65,000 Árbitro: Frank De Bleeckere (Belgium) |

| 23 De Novembro de2005 | Rosenborg   | 1–1                | Olympiacos  | Lerkendal Stadion, Trondheim                     |
| 20:45                 | Helstad 88' | Report MatchCentre | Rivaldo 25' | Público: 21,270 Árbitro: Paul Allaerts (Belgium) |

| 6 De Dezembro de2005 | Lyon                     | 2–1                | Rosenborg   | Stade de Gerland, Lyon                                |
| 20:45                | Benzema 33' · Fred 90+3' | Report MatchCentre | Braaten 68' | Público: 40,425 Árbitro: Arturo Daudén Ibáñez (Spain) |

| 6 De Dezembro de2005 | Olympiacos              | 2–1                | Real Madrid | Karaiskakis Estádio , Piraeus                         |
|                      | Bulut 50' · Rivaldo 87' | Report MatchCentre | Ramos 7'    | Público: 30,000 Árbitro: Kim Milton Nielsen (Denmark) |

### Grupo G
| Time       | J | V | E | D | GP | GC | SG | Pts |
| ---------- | - | - | - | - | -- | -- | -- | --- |
| Liverpool  | 6 | 3 | 3 | 0 | 6  | 1  | +5 | 12  |
| Chelsea    | 6 | 3 | 2 | 1 | 7  | 1  | +6 | 11  |
| Real Betis | 6 | 2 | 1 | 3 | 3  | 7  | −4 | 7   |
| Anderlecht | 6 | 1 | 0 | 5 | 1  | 8  | −7 | 3   |

| 13 De Setembro de 2005 | Chelsea     | 1–0                | Anderlecht | Stamford Bridge, London                           |
| 20:45                  | Lampard 19' | Report MatchCentre |            | Público: 29,575 Árbitro: Wolfgang Stark (Germany) |

| 13 De Setembro de 2005 | Real Betis | 1–2                | Liverpool                            | Estadio Manuel Ruiz de Lopera, Seville           |
| 20:45                  | Arzu 51'   | Report MatchCentre | Sinama-Pongolle 2' · Luis García 14' | Público: 45,000 Árbitro: Konrad Plautz (Austria) |

| 28 De Setembro de 2005 | Liverpool | 0–0                | Chelsea | Anfield, Liverpool                                 |
| 20:45                  |           | Report MatchCentre |         | Público: 42,750 Árbitro: Massimo De Santis (Italy) |

| 28 De Setembro de 2005 | Anderlecht | 0–1                | Real Betis   | Constant Vanden Stock Estádio , Brussels         |
| 20:45                  |            | Report MatchCentre | Oliveira 69' | Público: 22,000 Árbitro: Roberto Rosetti (Italy) |

| 19 De Outubro de 2005 | Anderlecht | 0–1                | Liverpool | Constant Vanden Stock Estádio , Brussels               |
|                       |            | Report MatchCentre | Cissé 20' | Público: 25,000 Árbitro: Massimo Busacca (Switzerland) |

| 19 De Outubro de 2005 | Chelsea                                              | 4–0                | Real Betis | Stamford Bridge, London                       |
| 20:45                 | Drogba 44' · Carvalho 44' · J. Cole 59' · Crespo 64' | Report MatchCentre |            | Público: 36,450 Árbitro: Terje Hauge (Norway) |

| 1 De Novembro de2005 | Liverpool                                   | 3–0                | Anderlecht | Anfield, Liverpool                                    |
| 20:45                | Morientes 34' · Luis García 61' · Cissé 89' | Report MatchCentre |            | Público: 42,600 Árbitro: Kim Milton Nielsen (Denmark) |

| 1 De Novembro de2005 | Real Betis | 1–0                | Chelsea | Estadio Manuel Ruiz de Lopera, Seville            |
| 20:45                | Dani 28'   | Report MatchCentre |         | Público: 55,000 Árbitro: Alain Hamer (Luxembourg) |

| 23 De Novembro de2005 | Anderlecht | 0–2                | Chelsea                  | Constant Vanden Stock Estádio , Brussels        |
| 20:45                 |            | Report MatchCentre | Crespo 8' · Carvalho 15' | Público: 21,070 Árbitro: Stefano Farina (Italy) |

| 23 De Novembro de2005 | Liverpool | 0–0                | Real Betis | Anfield, Liverpool                            |
| 20:45                 |           | Report MatchCentre |            | Público: 42,100 Árbitro: Eric Poulat (França) |

| 6 De Dezembro de2005 | Chelsea | 0–0                | Liverpool | Stamford Bridge, London                           |
| 20:45                |         | Report MatchCentre |           | Público: 41,600 Árbitro: Herbert Fandel (Germany) |

| 6 De Dezembro de2005 | Real Betis | 0–1                | Anderlecht  | Estadio Manuel Ruiz de Lopera, Seville            |
| 20:45                |            | Report MatchCentre | Kompany 44' | Público: 20,000 Árbitro: Darko Čeferin (Slovenia) |

### Grupo H
| Time           | J | V | E | D | GP | GC | SG | Pts |
| -------------- | - | - | - | - | -- | -- | -- | --- |
| Internazionale | 6 | 4 | 1 | 1 | 9  | 4  | +5 | 13  |
| Rangers        | 6 | 1 | 4 | 1 | 7  | 7  | 0  | 7   |
| Artmedia       | 6 | 1 | 3 | 2 | 5  | 9  | −4 | 6   |
| Porto          | 6 | 1 | 2 | 3 | 8  | 9  | −1 | 5   |

| 13 De Setembro de 2005 | Rangers                                    | 3–2                | Porto         | Ibrox Estádio , Glasgow                             |
| 20:45                  | Løvenkrands 35' · Pršo 59' · Kyrgiakos 85' | Report MatchCentre | Pepe 47', 71' | Público: 48,600 Árbitro: Jan Wegereef (Netherlands) |

| 13 De Setembro de 2005 | Artmedia | 0–1                | Internazionale | Tehelné pole, Bratislava                      |
| 20:45                  |          | Report MatchCentre | Cruz 17'       | Público: 27,000 Árbitro: Eric Poulat (França) |

| 28 De Setembro de 2005 | Internazionale | 1–0                | Rangers | San Siro, Milan                                        |
| 20:45                  | Pizarro 49'    | Report MatchCentre |         | Público: closed doors Árbitro: Kyros Vassaras (Greece) |

| 28 De Setembro de 2005 | Porto                 | 2–3                | Artmedia                                  | Estádio do Dragão, Porto                               |
| 20:45                  | Lucho 32' · Diego 39' | Report MatchCentre | P. Petráš 45+1' · Kozák 54' · Borbély 74' | Público: 35,000 Árbitro: Massimo Busacca (Switzerland) |

| 19 De Outubro de 2005 | Porto                               | 2–0                | Internazionale | Estádio do Dragão, Porto                          |
| 20:45                 | Materazzi 22' (o.g.) · McCarthy 35' | Report MatchCentre |                | Público: 50,000 Árbitro: Valentin Ivanov (Russia) |

| 19 De Outubro de 2005 | Rangers | 0–0                | Artmedia | Ibrox Estádio , Glasgow                               |
| 20:45                 |         | Report MatchCentre |          | Público: 49,000 Árbitro: Arturo Daudén Ibáñez (Spain) |

| 1 De Novembro de2005 | Internazionale       | 2–1                | Porto       | San Siro, Milan                                               |
| 20:45                | Cruz 75' (pen.), 82' | Report MatchCentre | Almeida 16' | Público: closed doors Árbitro: Manuel Mejuto González (Spain) |

| 1 De Novembro de2005 | Artmedia               | 2–2                | Rangers                | Tehelné pole, Bratislava                         |
| 20:45                | Borbély 8' · Kozák 59' | Report MatchCentre | Pršo 3' · Thompson 44' | Público: 26,525 Árbitro: Florian Meyer (Germany) |

| 23 De Novembro de2005 | Porto        | 1–1                | Rangers       | Estádio do Dragão, Porto                          |
| 20:45                 | Lisandro 60' | Report MatchCentre | McCormack 83' | Público: 50,000 Árbitro: Herbert Fandel (Germany) |

| 23 De Novembro de2005 | Internazionale                   | 4–0                | Artmedia | San Siro, Milan                                     |
| 20:45                 | Figo 28' · Adriano 41', 59', 74' | Report MatchCentre |          | Público: closed doors Árbitro: Mike Riley (England) |

| 6 De Dezembro de2005 | Rangers         | 1–1                | Internazionale | Ibrox Estádio , Glasgow                          |
| 20:45                | Løvenkrands 38' | Report MatchCentre | Adriano 30'    | Público: 49,150 Árbitro: Konrad Plautz (Austria) |

| 6 De Dezembro de2005 | Artmedia | 0–0                | Porto | Tehelné pole, Bratislava                       |
| 20:45                |          | Report MatchCentre |       | Público: 25,000 Árbitro: Markus Merk (Germany) |